# Palin (India)
Palin è un villaggio nel distretto di Kurung Kumey, nello stato dell'Arunachal Pradesh ed è stato per un periodo capoluogo del distretto prima che la sede fosse trasferita a Koloriang.

## Geografia fisica
La città è situata a 27° 54' 33 N e 93° 32' 25 E, nell'alta valle del fiume Kurung.

## Società

### Evoluzione demografica
Al censimento del 2001 la popolazione di Palin assommava a 27 persone, delle quali 17 maschi e 10 femmine. È abitato prevalentemente dalla popolazione indigena Nishi.